# Придніпров'я (корвет)
«Придніпров'я» (з 1997 по 15 березня 2002 — «Нікополь») — корвет проєкту 1241.1Т (шифр «Молнія-1», англ. Tarantul-II class за класифікацією НАТО) ракетний корвет Військово-Морських Сил України. Був спущений на воду 18 грудня 1982 року. До 12 вересня 1997 року знаходився у складі ВМФ СРСР під бортовими номерами «709» і «965» та назвою «Р-54» — з 1982 по 1987 і з 15 лютого 1992, «Краснодарський комсомолець» (рос. «Краснодарский комсомолец») — з 10 вересня 1987 по 15 лютого 1992.

## Особливості проєкту
Проєкт 1241.1 — варіант ракетних катерів проєкту 1241.1, серії кораблів призначених для ураження бойових кораблів, транспортів і десантних засобів противника в морі та місцях їх базування, а також для посилення прикриття своїх кораблів і транспортів від ударів засобів повітряного нападу та атак надводних сил противника.
Проєкт 1241.1 є розвитком розробленого в 1973 році ЦКБ «Алмаз» проєкту ракетного катера 1241. Проєкт створювався під ударний комплекс з ракетами «Москіт», однак через затримку з освоєнням промисловістю ПКРК «Москіт» було прийняте рішення про початок випуску катерів під ПКРК «Терміт», які отримали шифр 1241.1Т.
Крім ударного комплексу, проєкт 1241.1Т відрізнявся від основного енергетичною установкою: через затримку з розробкою дизель-газотурбінної енергетичної установки, було прийняте рішення оснащувати катери проєкту двохвальною газо-газотурбінною ЕУ.
Всього в 1976—1986 роках було побудовано 12 катерів проєкту 1241.1Т.

## Історія корабля
Був закладений 21 квітня 1981 року на Средне-Невськом СБЗ (заводський № 200), спущений на воду 18 грудня 1982 року , вступив до складу ВМФ 3 лютого 1984 року. 
З 20 грудня 1983 року по 21 травня 1984 року ракетний катер був підпорядкований 197-у дивізіону ракетних катерів 36 БРКА Балтійського флоту.
З 6 грудня 1984 року по 12 серпня 1997 рік корабель знаходився у складі 295-го дивізіону малих ракетних кораблів 41-ї бригади ракетних катерів Чорноморського флоту. за цей період ракетний катер неодноразово брав участь у різних навчаннях, ракетній стрільбі на приз Головнокомандуючого ВМФ. 10.09.1987 р. кораблю було присвоєно назву «Краснодарський комсомолець» з бортовим номером «709», з 11 травня 1990 року — «965». 16 березня 1992 року наказом Командувача ЧФ №076 кораблю було знову присвоєно назву «Р-54».
12 вересня 1997 року ракетний катер був переданий за Договором про розділ ЧФ Військово-морським Силам України від 1997 року, отримавши при цьому назву «Нікополь» (U155), а з квітня 2002 року знов змінив назву на «Придніпров'я».
У 2007 році, вперше у незалежній Україні, були проведені бойові стрільби ПКРом.

## Захоплення військами РФ
21 березня 2014 року був захоплений підрозділами спецназу РФ.